# 본볼랑고군

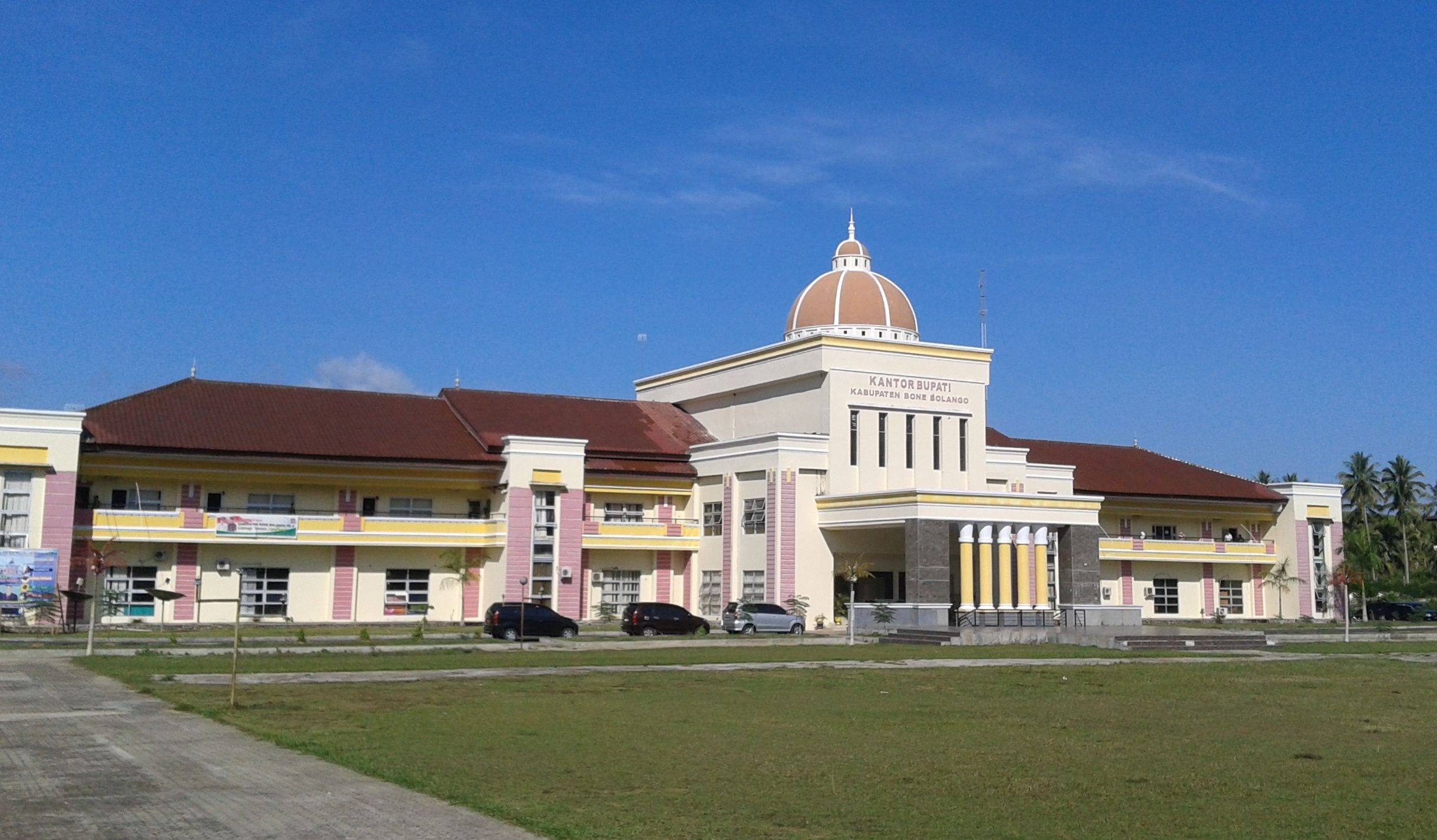

본볼랑고군(Bone Bolango Regency)은 인도네시아 술라웨시섬에 있는 고론탈로주의 군이다.  고론탈로 리젠시(Gorontalo Regency)의 이전 동부 지역에서 2003년 법률 번호(Undang-Undang Nomor) 6/2003에 따라 설립되었다. 면적은 1,915.44km2이고 2010년 인구 조사에서 인구는 141,915명, 2020년 인구 조사에서 162,778명이다. 2023년 중반 기준 공식 추정치는 172,301명(남성 86,721명, 여성 85,580명)이었다. 이 군의 행정 중심지는 스와와(Suwawa) 마을이다.